# Friedhof (Bonfeld)
Der Friedhof in Bonfeld wurde im späten 18. Jahrhundert angelegt. Kulturhistorisch bedeutsam ist das so genannte Baronenviertel, eine Begräbnisstätte der Freiherren von Gemmingen-Guttenberg.

## Geschichte

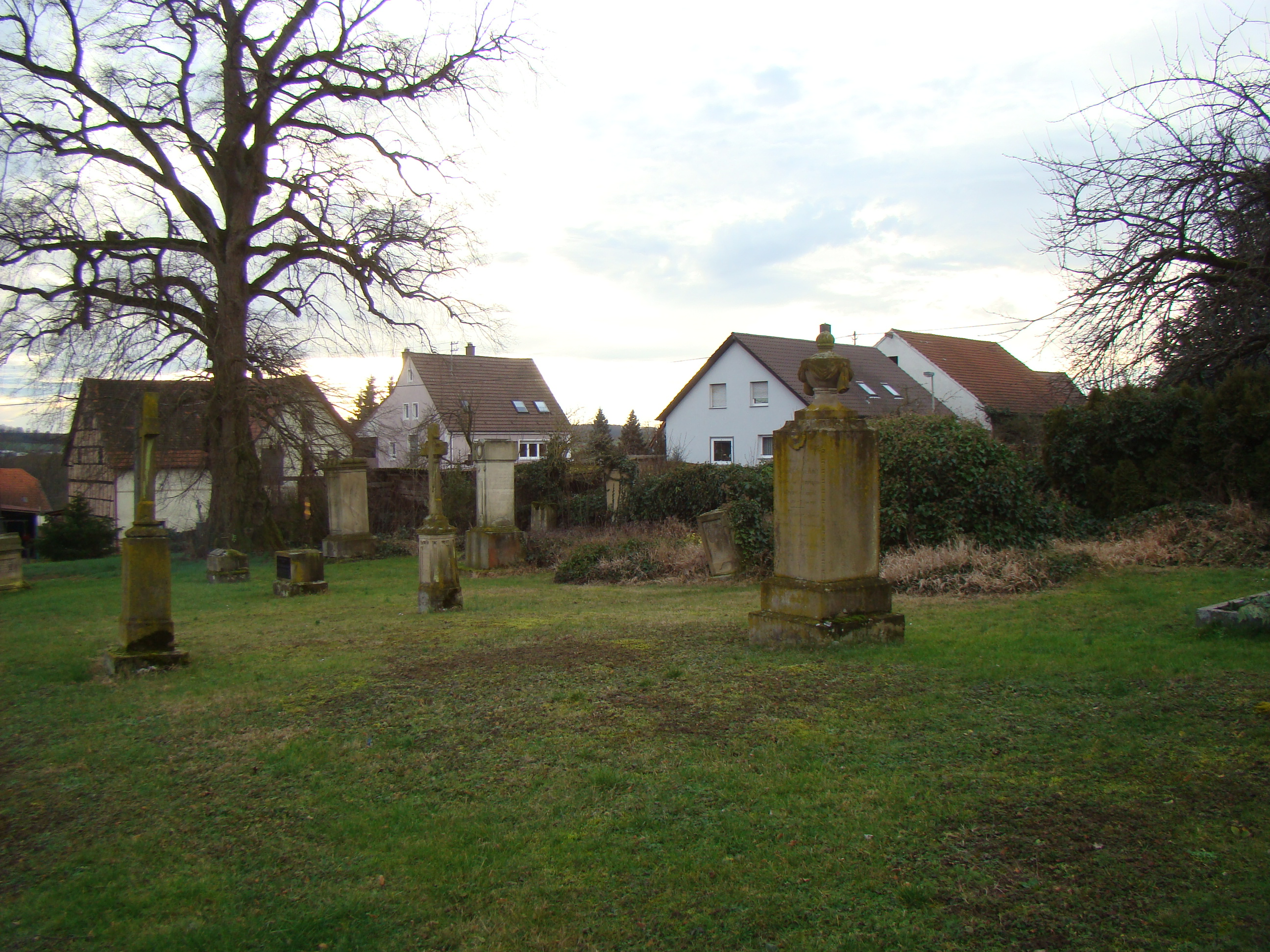
Das Baronenviertel auf dem Friedhof in Bonfeld

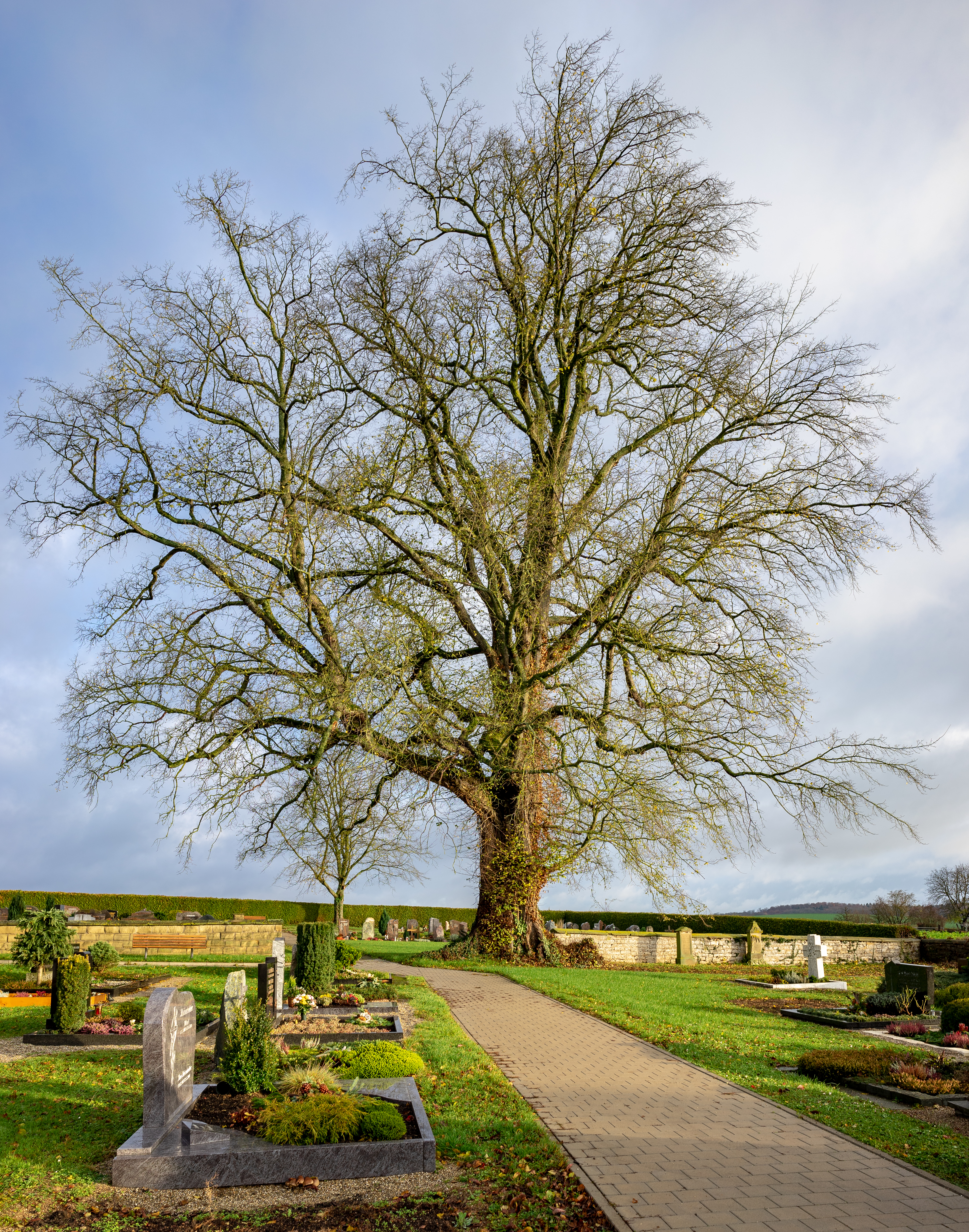
Die große Ulme in der Mitte des Friedhofs ist ein Naturdenkmal.

Der ursprüngliche Begräbnisplatz in Bonfeld befand sich in und bei der Bonfelder Kirche. Die jeweiligen Ortsherren, bis zum 15. Jahrhundert die Herren von Bonfeld, nach 1476 die Herren von Gemmingen, wurden im Boden des Kirchenschiffs beigesetzt, die Bevölkerung auf dem Kirchhof. Als 1774/76 die Evangelische Kirche Bonfeld anstelle des Vorgängerbaus errichtet wurde, verzichtete man auf Bestattungen in und um die Kirche. Stattdessen wurde am nördlichen Ortsrand ein neuer Friedhof eingerichtet.
An der westlichen Friedhofsmauer befindet sich das so genannte Baronenviertel, das Bestattungen der herrschaftlichen Familie von Gemmingen-Guttenberg vorbehalten war. Die erste Bestattung in diesem Bereich fand 1780 statt, als man Maria Magdalena von Gemmingen-Guttenberg geb. von Bärenfels (1708–1780) zu Grabe trug. Insgesamt befinden sich im Baronenviertel 23 Gräber, die bis auf wenige Grabstellen des 20. Jahrhunderts allesamt als Grüfte ausgeführt sind.
Neben Angehörigen der Familie von Gemmingen-Guttenberg wurden im Baronenviertel lediglich zwei weitere Personen beigesetzt. Unter einer heute unter Denkmalschutz stehenden alten Linde liegt Sophia Reußlerin († 1815) begraben, die zum Dienstpersonal von Juliane von Gemmingen-Guttenberg (1785–1831) zählte. Ihr Grabstein wurde inzwischen an die Friedhofsmauer versetzt. In der südwestlichen Ecke des Baronenviertels befindet sich das Grab des badischen Hauptmanns Carl Wilhelm Grossmann, der sich während der Badischen Revolution 1849 im Garten des Bonfelder Unterschlosses erschoss.
Die meisten der herrschaftlichen Grabsteine sind aus Sandstein ausgeführt. Aufgrund der geringen Erosionsbeständigkeit des Materials sind manche der Grabmale nicht mehr lesbar.

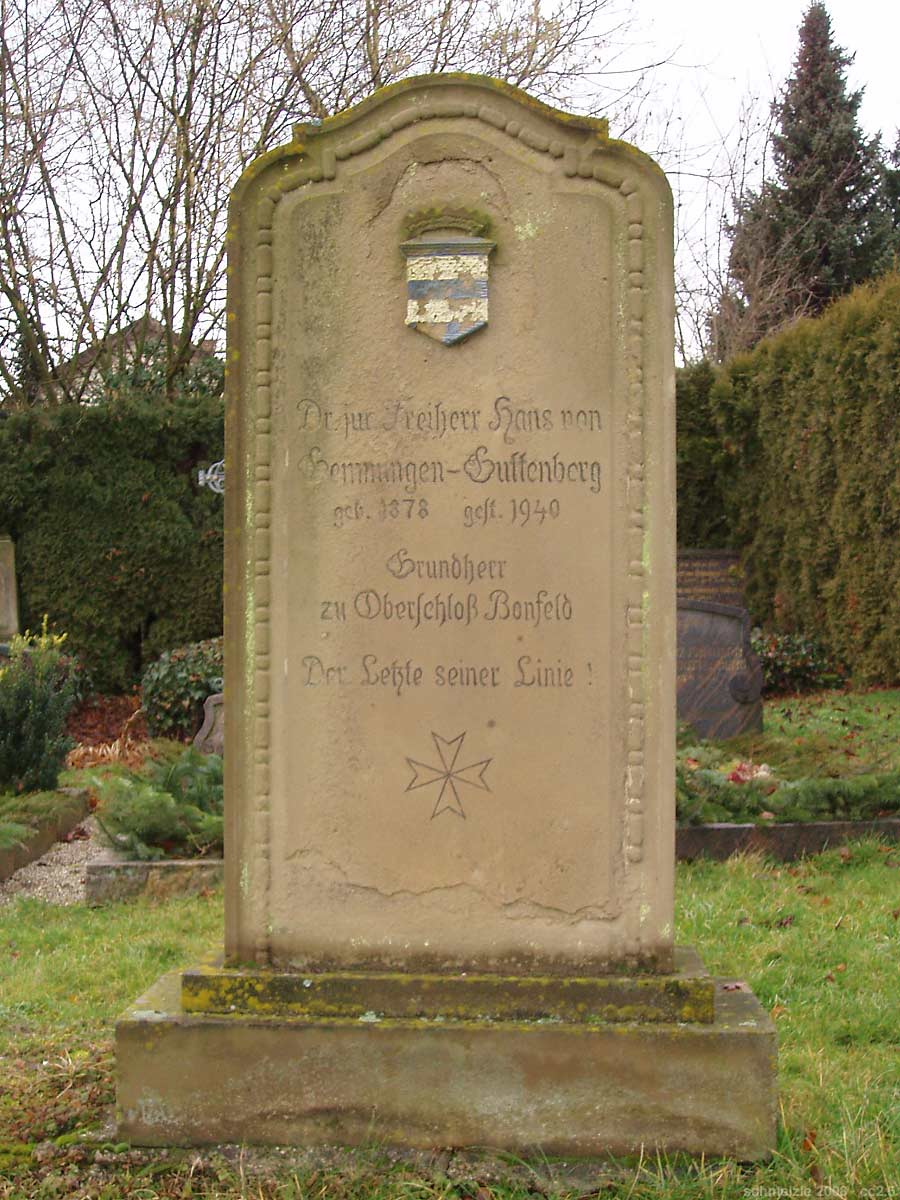
Grabstein des Hans von Gemmingen-Guttenberg (1878–1940), Letzter der Linie Bonfeld Oberschloss
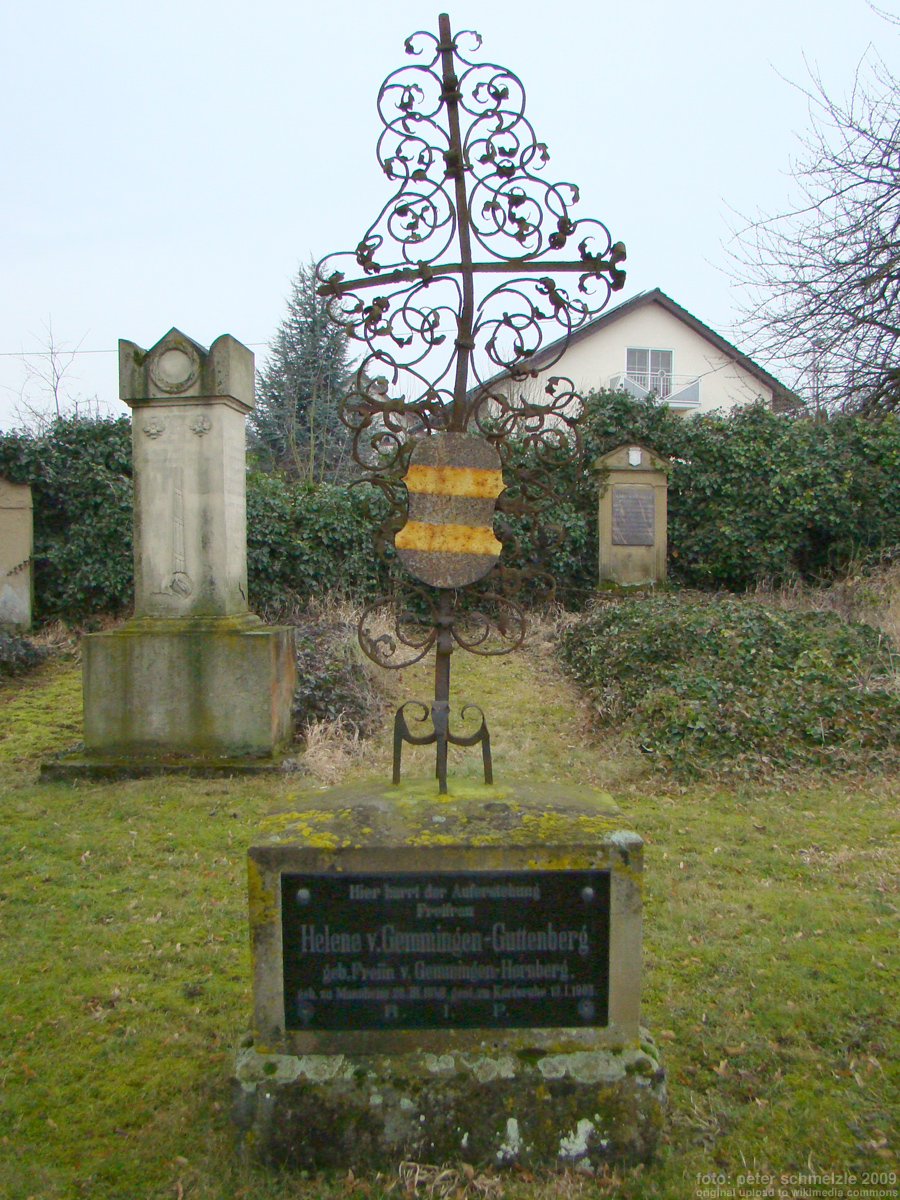
Grabmal der Helene von Gemmingen-Guttenberg (1840–1905)
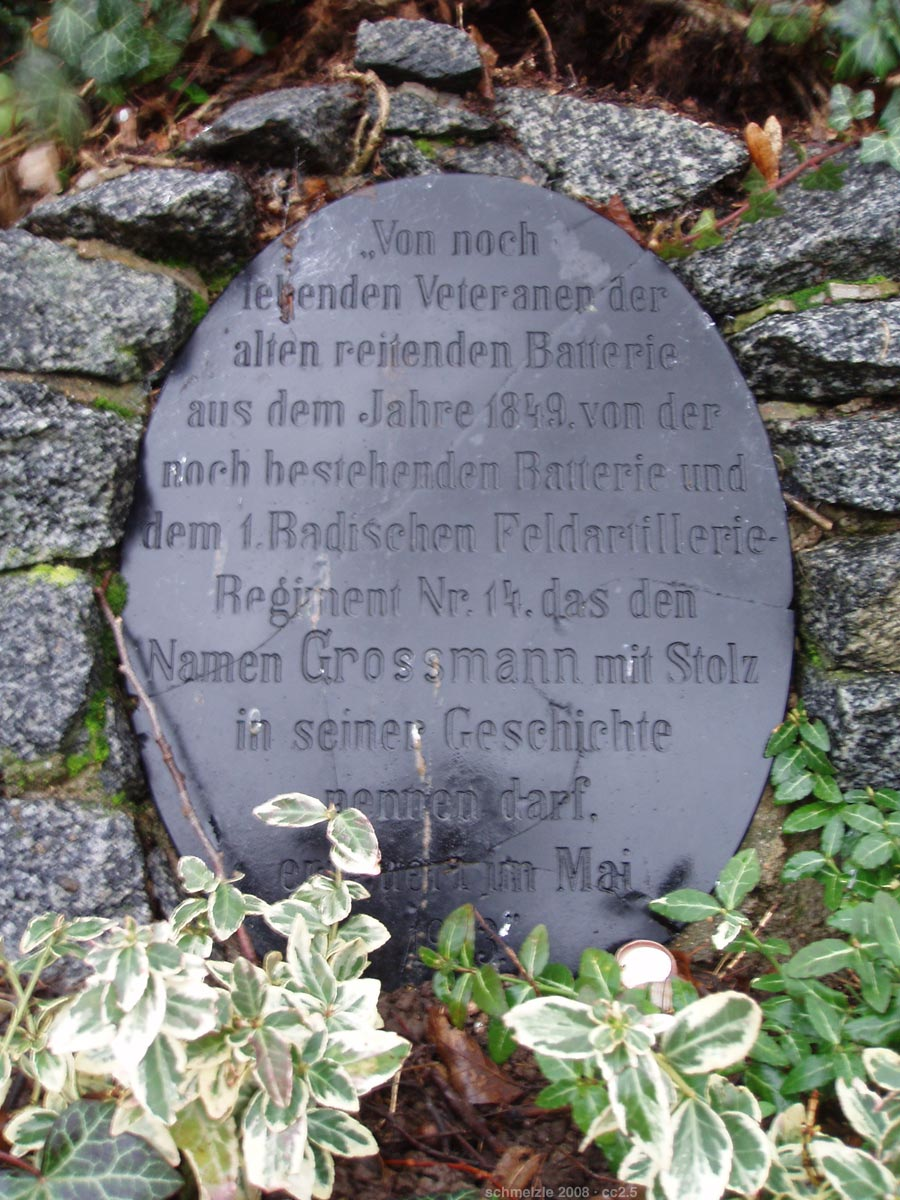
Erinnerungstafel für Hauptmann Grossmann, der sich 1849 in Bonfeld erschoss
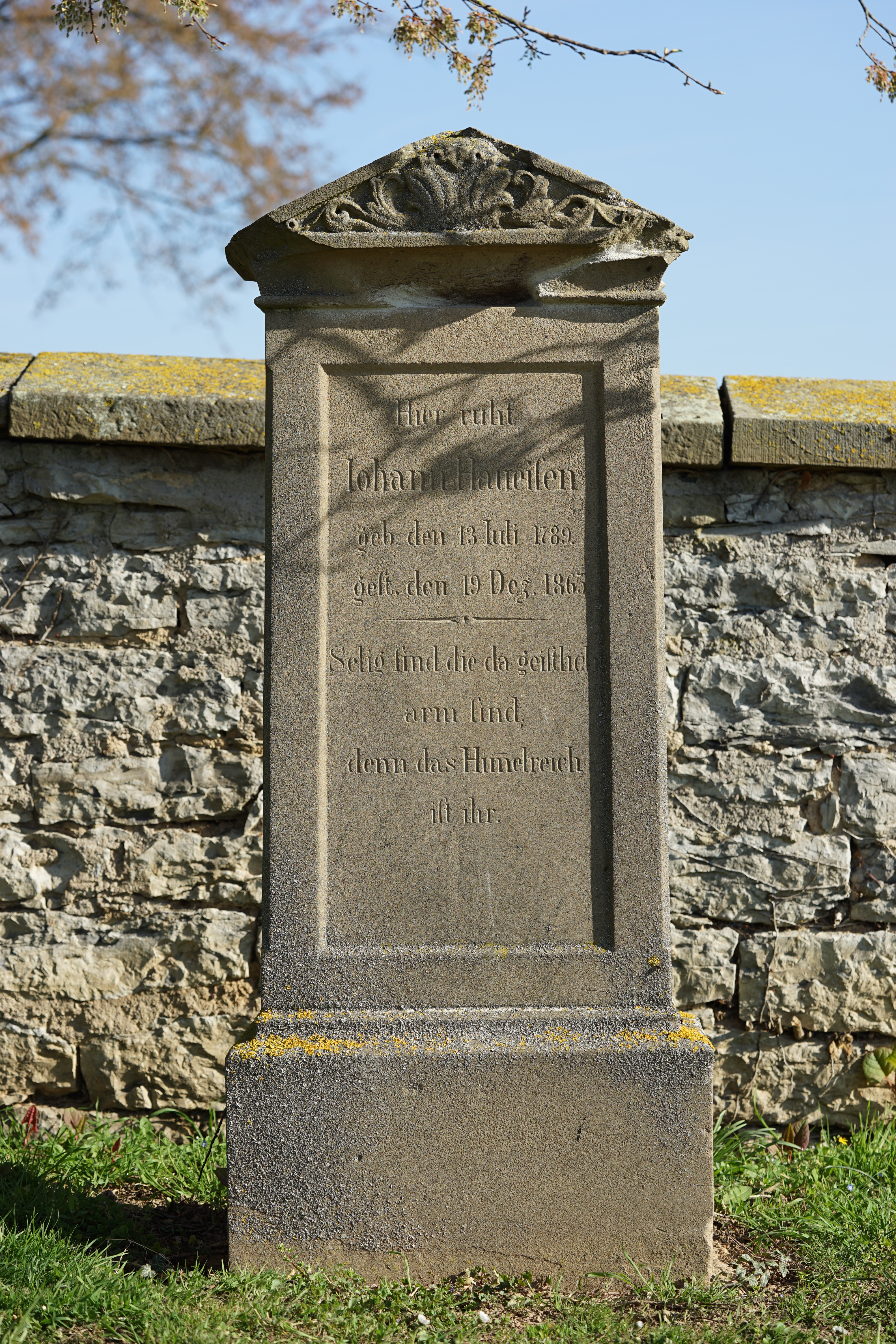
Grabstein für Johann Georg Haueisen (1789–1865)

An Grabmalen mit kulturgeschichtlicher Bedeutung ist außerhalb des Baronenvierteils noch der Grabstein von Johann Georg Haueisen (1789–1865) zu nennen, einem früher bekannten evangelischen Laientheologen und Erweckungsprediger, der seit 1825 in Bonfeld lebte und
der Hahn’schen Gemeinschaft angehörte.